# Bernardine-Christiane-Sophie de Saxe-Weimar-Eisenach
Titre
Princesse consort de Schwarzbourg-Rudolstadt
19 novembre 1744 – 5 juin 1757
(12 ans, 6 mois et 17 jours)
La princesse Bernardine Christiane Sophie de Saxe-Weimar-Eisenach (5 mai 1724 à Weimar – 5 juin 1757 à Rudolstadt), est une princesse de Saxe-Weimar-Eisenach par naissance et princesse de Schwarzbourg-Rudolstadt par mariage.

## Biographie
Elle est la fille d'Ernest-Auguste Ier de Saxe-Weimar-Eisenach (1688-1748) de son premier mariage avec Éléonore-Wilhelmine d'Anhalt-Köthen (1696-1726), fille d'Emmanuel-Lebrecht d'Anhalt-Köthen. Elle épouse le 19 novembre 1744 à Eisenach Jean-Frédéric de Schwarzbourg-Rudolstadt (1721-1767).
La princesse, qui est décrite comme particulièrement bienveillante, acquiert le Handwerkerhof à Rudolstadt en 1756, et fonde une abbaye de dames nobles dans ce bâtiment. Son blason à l'entrée du bâtiment rappelle son souvenir. Le bâtiment est agrandi pour abriter six personnes. À cette fin, Bernardine achète un immeuble voisin et l'incorpore à l'abbaye. Elle écrit personnellement la règle de l'abbaye.
Elle n'a pas vécu assez pour voir l'inauguration de l'abbaye en 1757, car elle est morte à l'âge de 33 ans. Elle a été profondément regrettée par son mari, qui ne s'est jamais remarié.
Les portraits de Bernardine et son mari par Johann Ernst Heinsius, sont exposées dans la salle verte de Château de Heidecksburg.

## Descendance
De son mariage Bernardine Christiane Sophie a les enfants suivants:
- La princesse Frédérique de Schwarzbourg-Rudolstadt (1745-1778); mariée en 1763 à Frédéric-Charles de Schwarzbourg-Rudolstadt (1736-1793)
- enfant mort né (1746-1746)
- enfant mort né (1747-1747)
- La princesse Sophie Ernestine de Schwarzbourg-Rudolstadt (1749-1754)
- La princesse Wilhelmine de Schwarzbourg-Rudolstadt (1751-1780); mariée en 1766 à Louis de Nassau-Sarrebruck (1745-1794)
- La princesse Henriette-Charlotte de Schwarzbourg-Rudolstadt (1752-1756)